# .be
.be — в Інтернеті, національний домен верхнього рівня (ccTLD) для Бельгії.

## Домени 2-го та 3-го рівнів
В цьому національному домені нараховується близько 155,000,000 вебсторінок (станом на січень 2009 року).
У наш час використовуються та приймають реєстрації доменів 3-го рівня наступні доменні суфікси (відповідно, існують такі домени 2-го рівня):
| Суфікс  | Регламентовані користувачі                                            |
| ------- | --------------------------------------------------------------------- |
| .ac.be  | Наукові та дослідницькі установи, коледжі, університети або інститути |
| .co.be  | Комерційні установи, корпорації                                       |
| .com.be | Комерційні установи, корпорації                                       |
| .fam.be | Родини, приватні особи                                                |
| .gb.be  | Державні та урядові установи                                          |
| .gov.be | Державні та урядові установи                                          |
| .in.be  | Родини, приватні особи                                                |
| .mil.be | Військові організації                                                 |
| .net.be | Провайдери, організації, пов'язані з мережами                         |
| .web.be | Вебмайданчики                                                         |